# 红星胡同
红星胡同，是位于中國北京市东城区中部的一条胡同。

## 简介
红星胡同位于东单北大街东侧，东西走向。原来西到东单北大街，东到朝阳门南小街，北有两条支巷通往遂安伯胡同。原来全长724米，宽8米，沥青路面。
红星胡同明朝属黄华坊，称为“吴良大人胡同”。清朝属镶白旗，改称“无量大人胡同”，据说因为该胡同内有座无量庵。中华民国时期沿称。1965年北京市整顿地名时，将官房大院并入，改称“红星胡同”。文化大革命中，一度改称“瑞金路十四条”，后来复名“红星胡同”。京剧名角梅兰芳七七事变前的寓所位于无量大人胡同5号（即红星胡同11号）。20世纪末，红星胡同内有中国摄影家协会等单位，其他是居民住宅。
21世纪初，因为金宝街开发项目的兴建，红星胡同被从中间截为东西两段，东段从朝阳门南小街向西，北拐至金宝街，西段从励骏酒店东侧向东，北拐至金宝街。2009年，中国摄影家协会从红星胡同61号迁出，搬到东四十二条48号，这是中国摄影家协会自成立后首次迁址，告别了自1958年起便作为办公地点的红星胡同61号。